# Burg Nagashima
Die Burg Nagashima (japanisch 長島城, Nagashima-jō) befindet sich in der Stadt Kuwana in der Präfektur Mie. In der Edo-Zeit residierten dort zuletzt die Mashiyama als Fudai-Daimyō.

## Burgherren in der Edo-Zeit
- Ab 1601 die Suganuma mit einem Einkommen von 20.000 Koku,
- Ab 1649 ein Zweig der Hisamatsu-Matsudaira mit 10.000 Koku,
- Ab 1702 bis 1868 die Mashiyama mit 20.000 Koku.

## Geschichte
Die Burg Nagahama wurde um 1555 von Itō Shigeharu erbaut, kam dann in die Hände der Mönche der Ikkō-Richtung des Buddhismus des Kenshō-ji (見性寺), die die Burg in der Sengoku-Zeit zu einem Zentrum ihres Glaubens ausbauten. Außerdem konnte man von dort den Verkehr an der Ise-Küste gut kontrollieren. Oda Nobunaga eroberte die Burg und gab sie an Takigawa Kazumasu (瀧川一益; 1525–1586) weiter, zusammen mit dem nördlichen Gebiet der Provinz Ise. Danach waren Oda Nobukatsu, Oda Nobunagas zweiter Sohn, Toyotomi Hidetsugu und schließlich Fukushima Takaharu (福島高晴; 1573–1633), auch Masayori (正頼) genannt, die Burgherren, bis nach der Schlacht von Sekigahara im Jahr 1601 Takaharu nach Uda (宇田) in der Provinz Yamato versetzt wurde und Suganuma Sadayori (菅沼 定仍; 1579–1605) die Burg übertragen bekam. Sadayori führte Ausbesserungen der Burg durch. Nachdem er 1621 auf die Burg Zeze in der Provinz Ōmi versetzt worden war, war Nagashima eine Zeitlang unbewohnt, bis 1649 Hisamatsu Yasunao (久松 康尚; 1623–1696), ein Daimyō us einem Zweig der Hisamatsu-Matsudaira folgte. Dessen Sohn Tadamitsu (忠充) verlor wegen schlechter Amtsführung 1702 seinen Daimyō-Rang und wurde von Mashiyama Masamitsu (正弥; 1653–1704) abgelöst. Die Mashiyama residierten dort bis zur Meiji-Restauration 1868.

## Die Anlage

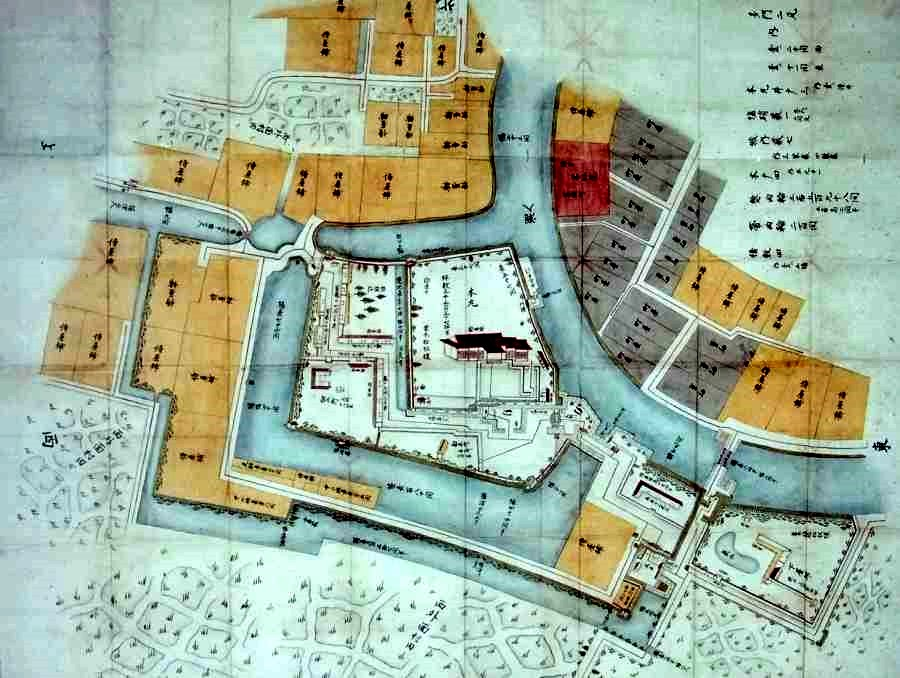

Die Burg war auf einem von den Flüssen Kiso und Ibi (揖斐川) langgestreckten Landzunge angelegt und war daher gut zu verteidigen. Der zentrale Bereich der Burg hatte einen fünfeckigen Grundriss, er besaß keinen Burgturm (天守閣, Tenshukaku). Daran schlossen sich entlang des schmalen Flusses Nagashimae (長島江), der den äußeren Graben (外堀, Sotobori) bildete, Vorbereiche an.
Heute wird das Gelände von Grund- und Mittelschule eingenommen. Ein Teil der Residenz, das Okushoin (奥書院) befindet sich im nicht weit entfernten Tempel Shingyō-ji (深行寺).